# Sibylla marmorata
Sibylla marmorata är en bönsyrseart som beskrevs av Roger Roy 1996. Sibylla marmorata ingår i släktet Sibylla och familjen Sibyllidae. Inga underarter finns listade i Catalogue of Life.